# Infierno, canto decimoséptimo

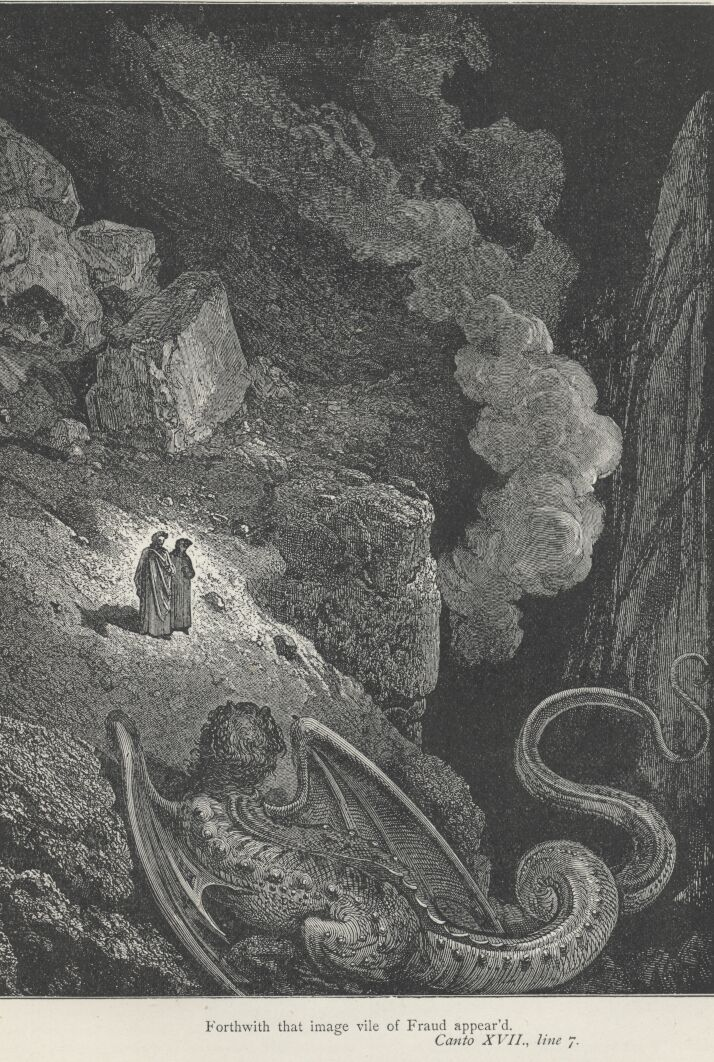
Gerión, ilustración de Gustave Doré.

El canto decimoséptimo del Infierno de la La Divina Comedia de Dante Alighieri se sitúa en el tercer giro del séptimo círculo, donde son castigados los violentos contra Dios, naturaleza y arte. Estamos en el alba del 9 de abril de 1300 (Sábado Santo), o según otros comentadores del 26 de marzo de 1300.

## Análisis

### Gerión - versos 1-27

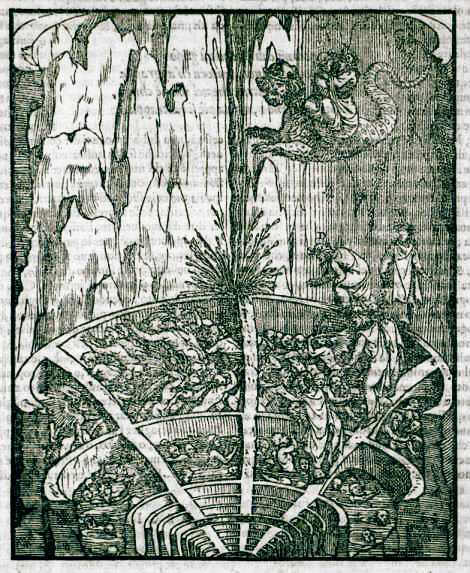
Gerión, ilustración de Alessandro Vellutello (1534).

El canto inicia con Virgilio que presenta la bestia que nombró al final del anterior canto:

¡He aquí la fiera de aguzada cola,

que traspasa montes y abate muros y armas!

¡He aquí la que corrompe al mundo entero!
Inf. XVII 1-3

He aquí Gerión (símbolo del fraude o engaño, se dice explícitamente en el v. 7) que plaga el mundo, cruza las montañas y supera los muros defensivos y las armas de los hombres con su aguzada cola.
El aspecto de este monstruo, bien distinto del Gerión de la tradición clásica, es explicado en los tercetos sucesivos:
- "Su rostro era el de un varón justo, tan benigna era por fuera la piel"; significa que el engaño se manifiesta con aspecto normal e inofensivo;
- El cuerpo es de serpiente; esto puede simbolizar a la serpiente que llevó a cabo el primer engaño de la historia de la humanidad: aquel a Adan y Eva, además, la forma en la que ataca la serpiente (arrastrándose sigilosamente y saltando hacia su presa, enroscándola) es similar a como el engaño actúa;
- Tiene dos patas como de las del león cubiertas de fino pelo en las axilas;
- La espalda, el pecho y los costados están caracterizados con coloreadas escamas que crean ruedas y nudos como nunca se vieron en telas orientales, ni Aracne pudo nunca tejer; estos colores llameantes simbolizan la atracción que el engaño ejercita sobre el engañado, mientras que el nudo muestra como la víctima cae en el engaño, y le es difícil salir de ese embrollo, y las ruedas muestran que este es cíclico e infinito;
- Tiene una cola de escorpión, que tiembla en el aire amenazando con su punta envenenada; evidente símbolo de la traición a espaldas.

Además esta bestia está poco lejos de los poetas, mitad sobre la orilla y mitas sobre el río, como los barcos de los alemanes o como el castor cuando está posicionado antes de cazar los peces. En la animalística medieval a los castores se les daba la calidad de atraer a los peces mediante la secreción de sustancias aceitosas que los atraían para después capturarlos de improviso, por eso su cita está probablemente ligada también al concepto de engaño.
Dante está impresionado sobre todo por la peligrosa cola, y en el canto la cita cinco veces: en los versos 1, 9, 25-27, 84 y 103-104.
- ¡He aquí la fiera de aguzada cola;
- Pero a la orilla no allegó la cola;
- En el vacío la entera cola agitaba / curvando en alto la ponzoñosa horca, / que a modo de escorpión la punta armaba;
- A fin de que la cola no pueda hacerte daño (aquí es Virgilio el que habla);
- Volvió la cola donde antes tenía el pecho, / y movió tensa la cola como una anguila, / y con los brazos se atrajo el aire;

### Los usureros - vv. 28-78

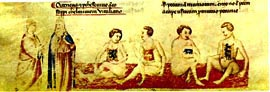
Los usureros, anónimo pisano (1345).

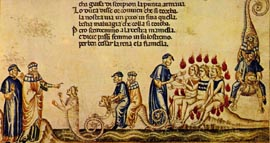
Gerión y los usureros, miniatura del anónimo napolitano del Museo Británico

Virgilio desea hablar con la bestia y después de descender de donde se encontraban, invita a Dante que en tanto él vaya a hablar con el grupo de condenados sentados cerca del borde del círculo. Hacen diez pasos (¿símbolo de las diez Malebolge?) y los dos se separan, con la recomendación de que sea por poco tiempo.
Dante se dirige entonces hacia la tercera categoría de condenados del giro de los violentos contra Dios y la naturaleza. Ya encontró un blasfemador (Capaneo), diversos sodomitas (Brunetto Latini y los tres florentinos), pero todavía ningún usurero, es decir ninguno de los violentos contra la naturaleza y el arte, que, como fue explicado particularmente en el canto XI, no hacen sus ganancias ni con el sudor ni con el ingenio, sino del mismo dinero (en práctica todos los banqueros, según la definición medieval de usura). Ellos están a mitad camino entre las penas de los violentos contra Dios (echados a tierra, bajo la lluvia ardiente), la peor, y la de los sodomitas (en continua carrera bajo la lluvia de llamar), la más leve. Deben de hecho estar sentados, y con sus manos se hacen viento y buscan incesantemente de apagar las llamas apenas caídas. En esta actividad Dante los compara a los perros que se rascan con las patas para calmar las picaduras "o de pulgas o de las moscas o de los tábanos", con un repugnante sentimiento enfatizado con la similitud animalesca. Además Dante nota que ellos tienen una bolsa colgando al cuello con dibujos. Alude muy probablemente a las bolsas que los prestadores y cambiadores llevaban siempre al cuello durante sus negocios y que los distinguía junto con el libro de las cuentas. Sobre estas bolsas están impresos los escudos familiares, que sirven a Dante para nombrar a las familias de usureros, más que a individuos en particular. No indica el nombre, sino solo el escudo porque en aquella época debía ser más que suficiente para reconocer de qué familia se tratase.
Continuando con la serie de figuras bestiales, no es casualidad que todos los escudos que Dante nombra tengan un animal impreso. El primer condenado que ve tiene un león azul en un campo amarillo: es uno de los Gianfigliazzi de Florencia. El segundo tiene un ganso blanco en un campo rojo (como la sangre): otra familia florentina, la de los Obriachi. El tercero tiene una cerda azul en un campo blanco: es de los Scrovegni de Padua y este condenado, probablemente el muy conocido usurero Reginaldo degli Scrovegni, inicia a gritarle a Dante, que escucha y registra sin pronunciar ni una palabra.
Pregunta que haga un vivo en el infierno, pero, con ese tono infame que encontraremos siempre más seguido en el bajo infierno, no pierde la ocasión para decir también algún invitado futuro del círculo: se sentará a su lado Vitaliano del Dente (de Vicenza), mientras que todos estos florentinos que tiene alrededor (él después de todo es de Padua) no hacen más que gritarle en el oído "Venga el caballero soberano, / que en la bolsa lleva tres picos". Es un usurero todavía no muerto, el caballero Giovanni di Buiamonte de' Becchi.

### Descenso al octavo círculo - vv. 79-136

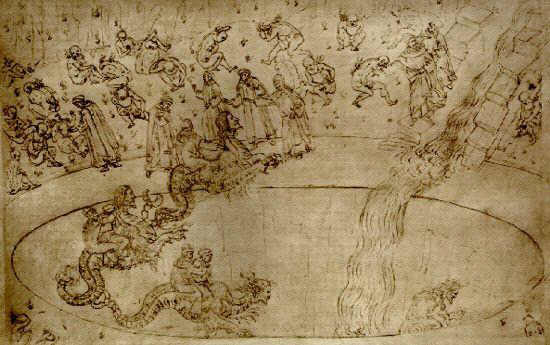
El canto XVII ilustrado por Botticelli.

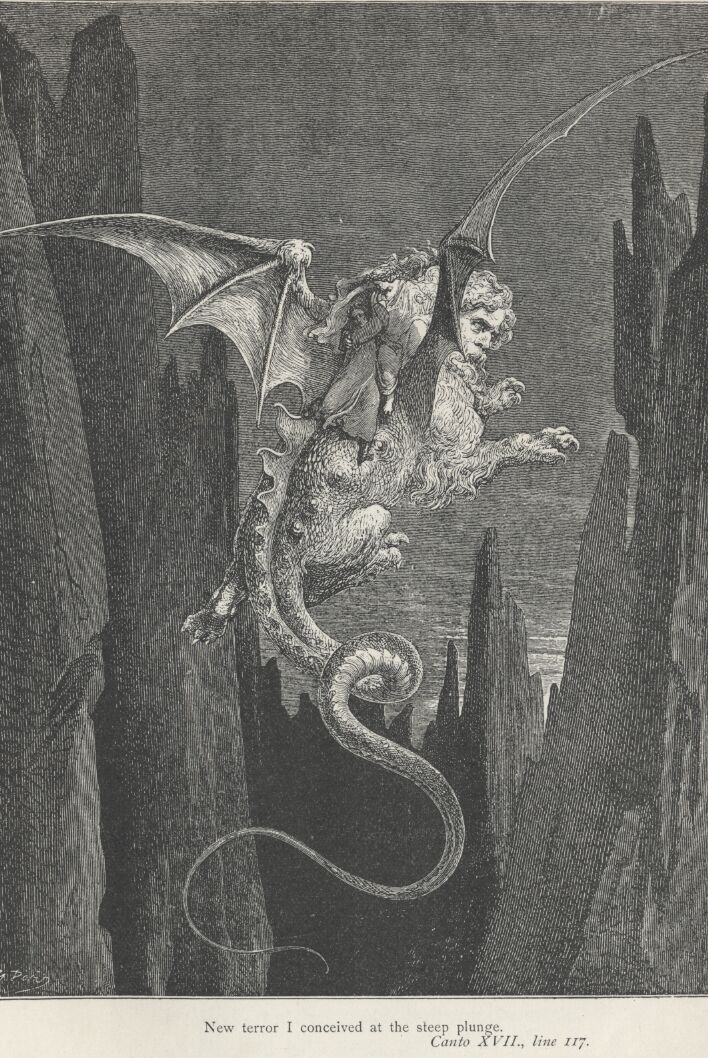
El vuelo, ilustración de Gustave Doré. En realidad Dante no da ningún signo de alas y la cola es descrita como parecida a la de un escorpión.

El poeta latino ya subió sobre la fiera bestia e incita a Dante a hacer lo mismo. Pero le sugiere que él (Virgilio) esté detrás para interponerse con la peligrosa cola envenenada. Al solo pensar en esto Dante tiembla como los que tienen la fiebre cuartana y tiembla solo al ver la sombra. Pero avergonzándose de su miedo delante al maestro sube sobre la bestia. Una vez sentado quisiera decirle al maestro de abrazarlo desde atrás, pero el solo pensarlo hace que el guía lo entienda y lo abraza. Virgilio dice entonces: "Gerión (el nombre es dicho por primera vez) muévete ya: la ruta es larga, que sea lento el descenso: piensa en la nueva carga que llevas"-
El monstruo antes de salir retrocede, como la pequeña barca que sale del puerto y después inicia el vuelo, magistralmente descrito con realismo en los siguientes versos de Dante:

Volvió la cola donde antes tenía el pecho,

y movió tensa la cola como una anguila,

y con los brazos se atrajo el aire.

Miedo mayor no tuvo, creo,

Faetón cuando soltó las riendas

por quién el cielo, como aún se ve, se tostó;

ni cuando Ícaro sintió de los riñones

soltarse las plumas de la derretida cera,

y le gritaba el padre (Dédalo): ¡Mal camino llevas!,

cuanto fue el mío, cuando me vi volando

en el inmenso aire, y vi que no veía

ninguna cosa más que la fiera.

Ella se va nadando lenta lenta;

gira y desciende, pero yo nada veo

sino que al rostro y desde abajo me aventa.
Inf. XVII 103-117.

Acercándose al fondo los sentidos de Dante vuelven a estar presentes: siente el sonido de la cascada y después tiene hasta el coraje de sacar la cabeza y ver los fuegos de los giros de abajo y escuchando de nuevos lamentos tiembla de nuevo y se agarra fuerte de la bestia. De nuevo ve los círculos inferiores. Como el halcón que voló mucho sin encontrar ninguna presa y viene llamada por el halconero, bajando cansado y haciendo velozmente cien giros aterrizando con desdés lejos del maestro, así aterrizó Gerión en el fondo del precipicio y después de haber descargado a los dos poetas se va como flecha tirada por el arco.